# Sulfamethizole
Sulfamethizole là một loại kháng sinh sulfonamid.